# Autobahnknoten Martin
Der Autobahnknoten Martin (slowakisch diaľničná križovatka Martin) ist ein Autobahndreieck nahe der nordslowakischen Stadt Martin und verknüpft die Autobahn D1 mit dem mittleren Teilstück der Schnellstraße R3. Er befindet sich in einem schmalen Streifen zwischen der Waag und der Bahnstrecke Košice–Žilina im Bereich des Bahnhofs Vrútky nákladná stanica („Vrútky Güterbahnhof“).
Auf der D1 trägt der Knoten die Nummer 218 und trägt den Namen der Stadt Martin, deren Gemeindegebiet zwar westlich an den Knotenpunkt grenzt, ansonsten bedeckt aber das Gemeindegebiet von Sučany das Dreieck. Das Stadtzentrum von Vrútky liegt näher als das von Martin.

## Bauart
Der Knoten ist von der Bauform her als linksgeführte Trompete ausgeführt, wobei die südlichen Parallelrampen mit der R3 durch enge Kurven verbunden sind, um keine weiteren Brücken über die Eisenbahn bauen zu müssen. Die D1 ist die durchgehende Straße mit 2 × 2 Fahrstreifen und Standstreifen, die R3 hat 2 × 2 Fahrstreifen mit schmalen Standstreifen. Alle Rampen sind einstreifig.

## Betreuung
Der Knoten wird zur Gänze durch die staatliche Autobahngesellschaft Národná diaľničná spoločnosť, a. s. (kurz NDS) betreut, zuständig ist die Autobahnmeisterei Martin.

## Geschichte
Das Autobahndreieck entstand ab Spätjahr 2011 als Teil des 16,4 km langen Bauabschnitts Dubná Skala–Turany der D1, inklusive des Zubringers zur Anschlussstelle Martin-sever („Nord“) und wurde am 10. Juli 2015 zusammen mit dem Rest des Bauabschnitts feierlich eröffnet.
Derzeit besteht die R3 hier nur aus dem 1,6 km langen Zubringer zur Cesta I. triedy 18 (I/18, „Straße 1. Ordnung“) an der Anschlussstelle Martin-sever.